# مارگارت اوسبورن دوپونت
 مارگارت اوسبورن دوپونت (انگلیسی: Margaret Osborne duPont؛ زاده ۴ مارس ۱۹۱۸ – درگذشته ۲۴ اکتبر ۲۰۱۲) یک تنیس‌باز اهل ایالات متحده آمریکا بود.